# Wiesław Osiński
Wiesław Jan Osiński (ur. 13 grudnia 1948 w Poznaniu) – polski specjalista teorii wychowania fizycznego, antropomotoryki i gerokinezjologii, profesor, w latach 1990–1996 rektor Akademii Wychowania Fizycznego w Poznaniu, od 1999 do 2008 rektor Państwowej Wyższej Szkoły Zawodowej w Lesznie.

## Kariera naukowa
W 1972 ukończył studia w Wyższej Szkole Wychowania Fizycznego w Poznaniu i w tym samym roku rozpoczął pracę jako nauczyciel akademicki (w 1973 uczelnia zamieniła nazwę na AWF w Poznaniu). W roku 1978 obronił doktorat, w 1989 uzyskał w AWF w Krakowie habilitację, a w 1996 otrzymał tytuł naukowy profesora nauk o kulturze fizycznej. W latach 1995–1996 pełnił funkcję przewodniczącego Kolegium Rektorów Miasta Poznania. Był sekretarzem generalnym, a od 2007 jest wiceprezydentem „International Association of Sport Kinetics”. Jest wiceprzewodniczącym Komitetu Rehabilitacji, Kultury Fizycznej i Integracji Społecznej PAN. W latach 2010–2020członek Sekcji Nauk Medycznych Centralnej Komisji do Spraw Stopni i Tytułów. Członek zespołów redakcyjnych: „Human Movement”, „Journal of Human Kinetics”, „Antropomotoryka”, „Physical Education and Sport”, „Biomedical Human Kinetics”, „Health Problems and Civilization”, „Central European Journal of Sport Science and Medicine”, „Standardy Medyczne. Profilaktyka zdrowotna”, „Journal of Human Sport and Exercise”, „AnthropologicalReview”, „Trends in Sports”, Journal of Human Sport and Exercise.
W uznaniu zasług dla tworzenia Państwowej Wyższej Szkoły Zawodowej w Lesznie oraz przyczynienia się do powołania Leszczyńskiego Towarzystwa Przyjaciół Nauk, przyznano mu w 2009 godność Honorowego Obywatela Miasta Leszna. W 2015 roku otrzymał tytuł Doktora Honoris Causa Akademii Wychowania Fizycznego Józefa Piłsudskiego w Warszawie, a w 2017 roku Akademii Wychowania Fizycznego we Wrocławiu. W latach 1990– 2016 pracował na Uniwersytecie Szczecińskim.
Był powoływany jako ekspert, opracowujący materiały na rzecz resortów oświaty oraz kultury fizycznej. Uczestniczył jako członek Międzynarodowego Komitetu Sterującego w Projekcie „Cross-Border Cooperation Between Velikije Luki and Tartu Universities of Common European Education Concept at Regional Level”, wspieranego przez Komisję Europejską Unii Europejskiej. Był kilkakrotnie referentem plenarnym na dużych zagranicznych międzynarodowych kongresach naukowych oraz wykładowcą m.in. w Uniwersytetach w Bolonii, Otto von Guericke’a w Magdeburgu , Aristotle University of Thessaloniki, University of Lubljana.
Szczególnie znane są jego badania w zakresie:
- Oceny wpływu znaczenia aktywności fizycznej w kształceniu różnych elementów zdrowia i kondycji fizycznej,
- Morfologicznych i społecznych uwarunkowań sprawności fizycznej człowieka,
- Wskazania do aktywności fizycznej w trosce o zdrowie i jakość życia wśród osób w różnym wieku..

Był głównym organizatorem dużych międzynarodowych kongresów naukowych (1993, 2003, 2006, 2009). Współpracował z Uniwersytetem im. A. Mickiewicza, Uniwersytetem Medycznym w Poznaniu oraz Uniwersytetem w Kristiansand (Norwegia) w projekcie dofinansowywanym z grantu Norweskiego Mechanizmu Finansowego: Adopolnor – „U progu dorosłego życia: Zdrowie i jakość życia młodzieży w zróżnicowanym społecznie i ekonomicznie środowisku”. Otrzymał m.in.: Krzyż Kawalerski Orderu Odrodzenia Polski, Medal Komisji Narodowej, Złotą Odznakę Akademickiego Związku Sportowego, Medal Ad Rei Memoriam.
Młodszy brat Zbigniewa Osińskiego, teatrologa i historyka teatru, profesora Uniwersytetu Warszawskiego i Akademii Teatralnej im. Aleksandra Zelwerowicza w Warszawie oraz Włodzimierz Osińskiego, reprezentanta Polski w lekkoatletyce dyrektora szkoły sportowej i trenera.
Wybrane publikacje:
- „Gerokinezjologia. Nauka i praktyka aktywności fizycznej w wieku starszym” (2013) Wydawnictwo Lekarskie PZWL, ISBN 978-83-200-4623-6
- „Teoria wychowania fizycznego” (2011) Akademia Wychowania Fizycznego im. Eugeniusza Piaseckiego w Poznaniu, ISBN 978-83-61414-47-6
- „Antropomotoryka” (2018),wyd.III. Akademia Wychowania Fizycznego im. Eugeniusza Piaseckiego w Poznaniu, ISBN 978-83-64747-22-9
- " Nadwaga i otyłość. Aktywność fizyczna w profilaktyce i terapii" (2016) Wydawnictwo Lekarskie PZWL, ISBN 978-83-200-5076-9
- " Verba formant facta manent" (2009) PWSZ im. J. A.Komeńskiego w Lesznie. ISBN 978-83-928439-8-6
- „Impact of Aging on Physical Activity, Fitness and Health. Selected Results on Scientific Research” (2006), Akademia Wychowania Fizycznego im. Eugeniusza Piaseckiego w Poznaniu, ISBN 83-88923-71-4
- „Effect of Tai Chi on Body Balance: Randomized Controlled Trial in Men with Osteopenia or Osteoporosis” (2007), American Journal of Chinese Medicine, 35 (1): 1–9 (współautor), ISSN 0192-415X
- " Validity and reliability of the Polish adaptation of the CHAMPS physical activity questionnaire" (2019), BioMed Research International, 6187616: 1-7 (współautor). ISSN 2314-6133
- " The level of self- esteem of deaf children. Can paricipating in dance lesons with vibrational headphones improve it?" (2019), Arts in Psychotherapy, 64: 34-38 ( współautor). ISSN 0197-4556
- " Victims and perpetrators of bullying in physical education lessons: The role of peer support, weight status, gender, and age in Polish Adolescents" ((2022), Journal of Interpersonal Violence, 37:17-18 ( współautor). ISSN 0886-2605